# Juan Esteban Fernández del Manzano
Juan Esteban Fernández del Manzano y Bustamante; (* Parral, 1782 - † Santiago, 1841). Hijo de Juan Félix Fernández del Manzano y Guzmán y Juana de Bustamante y Roa. Estudió Leyes y se doctoró en Derecho. Abnegado patriota, pasada la contienda patriota mantuvo sus servicios políticos a la República.

## Actividades públicas
- Miembro de la Junta Gubernativa del Reino (1811).
- Miembro del Tribunal Superior de Gobierno (1811).
- Diputado por Linares, al primer Congreso Nacional de 1811.
- Alcalde de Concepción (1813).
- Gobernador de Concepción (1830).